# 釣球
釣球（日语：つり球）是由A-1 Pictures製作的日本原創電視動畫，於2012年4月12日開始，在富士電視台的noitaminA第2時段播放，同年6月28日播放完畢，全12話。

## 概要
本作是繼《C》以後，noitaminA第4度與監督中村健治合作的作品。官方初時以一個奇怪組合「釣魚×高中生×外星人=青春！？」作宣傳重點，並定義本作為青春釣魚類（青春フィッシング），也就是SF類（Seishun Fishing）。

## 故事簡介
在湘南的江之岛，是一片祥和又略显陈旧的小镇。在各式各樣的人物和事物當中，4位有着不平凡青春的年輕人相遇了。他們看似平凡的钓鱼活動，蘊藏了一個龐大的故事......

## 登場角色
四位主角的名字中正好有著春、夏、秋（アキラ  中的  アキ）、雪（冬）的元素，而片頭曲則部份歌詞包含有四位主角名稱的同音字，用意如何並不清楚。
真田雪（配音：逢坂良太）
來到江之岛的高中生。异常地不擅与人交流，有感今生尚未曾体会到交友滋味。緊張時臉容抽搐，仿如置身在水中無法呼吸。幼時雙親已去世，由奶奶照顧長大。
春（配音：入野自由）
少年外星人。積極單純，喜歡紅色，到來後糾纏著雪，經常邀请雪參加钓鱼。擁有控制人類並使人短暫失憶的水槍。覺得貓咪很可怕。
宇佐美夏樹（配音：内山昂輝）
土生土长的江之岛人。總會对周围的事物有些不满(尤其父親)，母親過世，只對妹妹和雪溫柔。於釣魚茶座「Hemming Way」打工，對釣魚有豐富認識，技巧幾近專業，店內擁有「釣魚王子」的稱號。
明．阿加卡．山田（Akira Agarkar Yamada，配音：杉田智和）
隸屬組織DUCK的印度人幹部，後轉學至雪的班上。若即若离，時刻观察着眾人的行动。時常拿著鸭子。
可可（配音：加藤英美里）
與春同時來到江之岛的妹妹，是為了釣一隻外星人釣不到的魚而來到。口和雙眼都顯出含蓄的個性，但做事比春更絕對，監視著雪。擁有控制人類並使人短暫失憶的水槍。
海咲（配音：富永美衣奈）
釣魚茶座「Hemming Way」的女店長。明亮地做事。
宇佐美櫻（配音：小倉唯）
夏樹的妹妹。雖然是小學生，但不少行為舉止都像成年人。
繪理香（配音：山本希望）
雪的同班同學。時刻微笑，觀察雪等人的舉動。
凱特（配音：平野文）
雪的祖母，法國人。

## 製作人員
- 監督：中村健治
- 助監督：木村延景
- 系列構成：大野敏哉
- 角色設計：宇木敦哉
- 動畫角色設計：高橋裕一
- 效果動畫：橋本敬史
- 釣魚技巧監修：高田晃
- 服裝設計：富田收子
- 美術設計：倉橋隆、保坂有美
- 色彩設計：
- 攝影監督：黑岩悟
- 剪接：西山茂
- 音樂：栗樂團直笛四重奏
- 動畫製作：A-1 Pictures
- 製作：tsuritama partners

## 主題曲
片頭曲
作詞：加藤慎一，作曲：山內總一郎，編曲、主唱：
片尾曲
作詞、作曲：草野正宗，編曲： 324P，主唱：

## 各話標題
| 話數   | 日文標題 | 中文標題             | 劇本     | 分鏡                                | 演出                              | 作畫監督 |
| ------ | -------- | -------------------- | -------- | ----------------------------------- | --------------------------------- | --- |
| #1     |          | 最受不了的事就是釣魚 | 大野敏哉 | 中村健治 木村延景 柳屋圭宏          | 木村延景 高島大輔                 | 高橋裕一 岡崎洋美 |
| #2     |          | 令人後悔的轉環結     | 大野敏哉 | 羽多野浩平                          | 柳屋圭宏 木村延景                 | 松本文子 古住千秋 |
| #3     |          | 寂寞的拋竿           | 大野敏哉 | 松尾慎                              | 榎本守 下司泰弘                   | 須藤智子 山口真未 |
| #4     |          | 惱怒的釣魚上岸       | 大西信介 | 伊藤秀樹                            | 伊藤秀樹                          | 山本篤志 伊藤香織 古住千秋                                                                                                   |
| #5     |          | 氣餒扯桿             | 待田堂子 | 小寺勝之 木村延景                   | 西片康人 小野田雄亮               | 豬口美緒 伊藤香織 |
| #6     |          | 戰慄的濺起水花       | 大西信介 | 和田高明                            | 和田高明                          | 松本文子 |
| #7     |          | 感傷的倒數計時       | 大野敏哉 | 堀之内元 木村延景                   | 柳屋圭宏 矢野孝典                 | 須藤智子 |
| #8     |          | 高興的戰鬥           | 大野敏哉 | 上杉菜美                            | 奧野耕太 榎本守                   | 松本文子 須藤智子 |
| #9     |          | 衝擊的水面下         | 大西信介 | 羽多野浩平                          | 羽多野浩平 高橋順                 | 猪口美緒 |
| #10    |          | 我們的釣鉤           | 待田堂子 | 角綱博之 木村延景                   | 橋本 岡田堅二朗                   | 松本文子、豬口美緒、古住千秋 伊藤香織、今木宏明、岡崎洋美 冨田収子、清水祐實、瀨川真矢 嶋田真惠、山本篤志                    |
| #11    |          | 傳說的大魚           | 大野敏哉 | 角綱博之 上杉美菜 木村延景 柳屋圭宏 | 木村延景 柳屋圭宏                 | 高橋裕一、嶋田真惠、須藤智子 今木宏明、豬口美緒、冨田収子 松本文子、古住千秋、伊藤香織 岡崎洋美、近藤圭一、山本篤志 清水祐實 |
| 最終回 |          | 再見的釣魚           | 大野敏哉 | 和田高明 伊藤秀樹 堀之内元 中村健治 | 伊藤秀樹 榎本守 柳屋圭宏 中村健治 | 松本文子、須藤智子、岡崎洋美 古住千秋、今木宏明、伊藤香織 豬口美緒、山本篤志、嶋田真惠 冨田収子、近藤圭一、伊藤秀樹          |

## 播放電視台
日本深夜動畫：下文記載的日本国内播放時間使用日本標準時間（UTC+9）表示。因為部分時間标识會採用30小时制，因此請留意这类超过24:00的时间，其實際播放時間為翌日清晨。
| 放送地域   | 放送局     | 放送期間                | 放送日時                   | 備考   |
| ---------- | ---------- | ----------------------- | -------------------------- | ------ |
| 關東廣域圏 | 富士電視台 | 2012年4月12日 - 6月28日 | 星期四 25時15分 - 25時45分 | 制作局 |
| 中京廣域圈 | 東海電視台 | 2012年4月12日 - 6月28日 | 星期五 26時35分 - 27時05分 |        |

## 外部連結
- 動畫官方網站 （页面存档备份，存于）（日語）